# Hermann Bourier
Hermann Bourier OSB (* 7. Juni 1871 in Augsburg; † 15. Dezember 1949 ebenda) war ein deutscher Benediktiner.

## Leben
Der Sohn von Joseph und Anna Bourier besuchte von 1881 bis 1890 das Gymnasium bei St. Stephan in Augsburg. 1891 trat er ins Kloster St. Stephan ein. Von 1892 bis 1897 studierte er katholische Theologie und Altphilologie an der Universität München. Nach der Priesterweihe am 30. Juni 1895 und der Promotion 1898 zum Dr. phil. in München mit der Dissertation Über die Quellen der ersten vierzehn Bücher des Johannes Malalas (bei dem Byzantinisten Karl Krumbacher) unterrichtete er von 1898 bis 1907 am Gymnasium bei St. Stephan. Von 1907 bis 1929 war er aushilfsweise im Kloster Schäftlarn (als Novizenmeister und Prior) und am Gymnasium Schäftlarn tätig (als Leiter des Gymnasiums und des Internates). Von 1929 bis 1939 lehrte er abermals am Gymnasium bei St. Stephan. In der Abtei St. Stephan war er von 1929 bis 1947 Subprior, von 1929 bis 1949 Archivar der Abtei und außerdem von 1930 bis 1949 Chronist. In der Bayerischen Benediktinerkongregation war er seit 1897 Kalendarist und von 1922 bis 1949 Sekretär des Präses.

## Schriften (Auswahl)
- Über die Quellen der ersten vierzehn Bücher des Johannes Malalas. Erster Teil. Augsburg 1899.
- Über die Quellen der ersten vierzehn Bücher des Johannes Malalas. Zweiter Teil. Augsburg 1900.
- Das produktive und rezeptive Moment beim Unterricht in den antiken Sprachen. Augsburg 1906.
- Etudes généalogiques sur la famille Bourier. A ses chers parents, Noël 1909. Genealogische Studien über die Familien Bourier. Augsburg 1909, OCLC 633924756.
- Der Beweis bei allgemeinen Themen. München 1909, OCLC 163068172.
- Des heiligen Gregorius Thaumaturgus ausgewählte Schriften. Kempten 1911, OCLC 1002870149, Digitalisat.
- Die Dispositionslehre im Gymnasialunterricht. 1. München 1911, OCLC 630368223.
- Die Dispositionslehre im Gymnasialunterricht. 2. München 1912, OCLC 630368242.
- Die Dispositionslehre im Gymnasialunterricht. 3. München 1913, OCLC 230716616.
- Die Klöster der Bayerischen Benediktinerkongregation von 1830–1932. 2,1. 2. Augsburg. A. Das Benediktinerstift St. Stephan in Augsburg unter den ersten drei Äbten. München 1932, OCLC 634313027.
- Die Eigenmessen der Bayerischen Benediktinerkongregation und die gemeinsamen Eigenmessen des Benediktinerordens. Im Anschluß an die Schott-Meßbücher. Freiburg im Breisgau 1937, OCLC 162688310.
- Rubriken des monastischen Breviers und Meßbuchs. Metten 1939, OCLC 634826038.

| Personendaten    | Personendaten          |
| ---------------- | ---------------------- |
| NAME             | Bourier, Hermann       |
| KURZBESCHREIBUNG | deutscher Benediktiner |
| GEBURTSDATUM     | 7. Juni 1871           |
| GEBURTSORT       | Augsburg               |
| STERBEDATUM      | 15. Dezember 1949      |
| STERBEORT        | Augsburg               |